# Бероев, Борис Мацкоевич
Бори́с Мацко́евич Беро́ев (21 сентября 1936, Кемь, Автономная Карельская ССР — 22 мая 2020) — географ, доктор географических наук, профессор, заведующий кафедрой экономической, социальной и политической географии Северо-Осетинского университета им. К. Хетагурова, мастер спорта СССР по туризму, заслуженный путешественник России, заслуженный работник культуры СОАССР, Заслуженный деятель науки РФ (2000), почётный доктор Российской международной академии туризма (РМАТ), четырежды соросовский профессор.

## Биография
1951 год — инструктор на турбазе.
1960 год — окончил естественно-географический факультет Северо-Осетинского государственного педагогического института им. К. Л. Хетагурова.
1960—1964 гг. — директор детской экскурсионно-туристской станции (с 1960 года мастер спорта СССР).
1964—1981 гг. — председатель областного совета по туризму и экскурсиям.
В 1982 году он перешёл на преподавательскую работу: старший преподаватель, зав. кафедрой, декан географического факультета Северо-Осетинского государственного университета им. К. Л. Хетагурова.
Совершил ряд сложных восхождений в горах Кавказа, Памира. Прошёл пешие маршруты в Карпатах и Крыму, лыжные — на Кольском полуострове, по Ветреному поясу в Архангельской области, сплавлялся на катамаранах и плотах по Тереку и рекам Щугор и Подчерем на Приполярном Урале. Руководитель массовой (1509 альпинистов) альпиниады на вершину Казбек.
За научно-преподавательскую и общественную работу имеет правительственные награды.
В 2024 году именем профессора названа гора Кавказского хребта в Северной Осетии.